# 爱国联盟 (智利)
爱国联盟（西班牙語：Unión Patriótica，缩写为UPA）是智利的一个未注册的极左翼政党。该党成立于2015年9月14日，由革命左翼运动、智利共产党（无产阶级行动）、人民力量共产党等极左翼党派的成员组成。2016年5月24日，该党成为注册政党。该党的主席是爱德华多·阿尔特斯（兼任智利共产党（无产阶级行动）第一书记）。2021年，该党有33246名成员。2022年2月3日，该党失去注册政党资格。